# Orchésographie

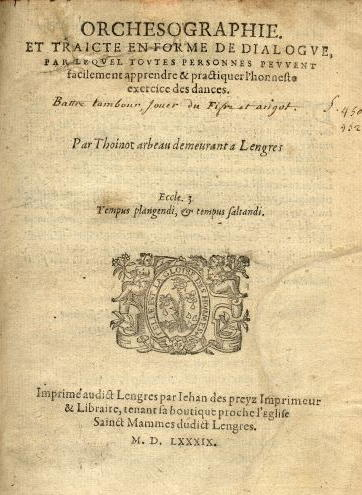
Titelbild der Orchésographie, Ausgabe 1589

Orchésographie, vollständiger Titel: Orchesographie et traicté en forme de dialogue par lequel toutes personnes peuvent facilement apprendre & practiquer l'honneste exercice des dances ist eine Abhandlung über die Ausführung von Tänzen von Thoinot Arbeau, Kanoniker zu Langres (Frankreich), die 1589 veröffentlicht wurde, nachdem das königliche Druckprivileg am 22. November 1588 in Blois erteilt worden war.
Das Werk wurde 1596 postum neu herausgegeben und erschien von 1878 bis 1988 in zahlreichen Neuauflagen. Es wurde von Louis de Cahusac in der Encyclopédie von Diderot und d'Alembert aus dem Jahre 1754 zitiert.

## Inhalt und Form
Das Buch verfolgt einen pädagogischen Zweck und ist deshalb in Form eines Dialogs geschrieben, der zwischen Capriol, einem jungen Höfling, und dem Tanzmeister stattfindet, der unter seinem Namen Thoinot Arbeau auftritt, einem Anagramm seines Echtnamens Jehan Tabourot. Capriol stellt jeweils die Fragen, worauf Arbeau antwortet. Seine Unerfahrenheit im Tanz erklärt Capriol in der Einführung der Orchésographie: „Ich fechte gerne und spiele auch Jeu de Paume, so dass ich im Umkreis von jungen Männern gern gesehen werde und mit ihnen vertraut bin. Aber es fehlt mir die Erfahrung im Tanz, um jungen Damen zu gefallen, wovon, wie mir scheint, der gute Ruf eines jungen ehefähigen Mannes völlig abhängt.“
Arbeau hat in seinem Werk als Erster eine neue Art der Tanzbeschreibung eingeführt. Dabei werden die fünfzeiligen Notenlinien von oben nach unten geschrieben statt – wie sonst – von links nach rechts. Neben den einzelnen Noten werden dann die entsprechenden Einzelschritte vermerkt, die wiederum durch Klammern zu bestimmten Sequenzen wie Simple, Double, Grue etc. zusammengefasst werden.
Das Werk ist nicht in Kapitel eingeteilt. Im Dialog zwischen Schüler und Meister werden etwa ein Dutzend Tänze und ihre Schritte erläutert, mit Hunderten von Musikbeispielen, ausgeschmückt mit einigen gelehrten Zitaten aus Vergils Aeneis, der griechischen Mythologie und der Bibel, dem eigentlichen Fachgebiet des als Kanoniker amtierenden Verfassers. Vor der einleitenden Widmung stellt der Autor sein Buch unter ein lateinisches Motto aus dem Buch Ekklesiastes: Tempus plangendi, et tempus saltandi (lateinisch Es gibt eine Zeit zur Klage, und eine zum Tanzen, Koh 3,4 ). Nach der Begrüßung der beiden Protagonisten benutzt der Autor die Gelegenheit zu einer kurzen theologischen Exegese: Auf die Frage des Schülers, ob denn nicht Moses selbst den Tanz für verabscheuungswürdig gehalten habe, entgegnet Arbeau: Was den Propheten Moses betrifft, erzürnte er sich nicht, als er (das Volk) tanzen sah, sondern er war betrübt, dass dies ein Tanz um das Goldene Kalb war, was eine Götzendienerei darstellte.
Das Werk selbst beginnt mit einer Tabulatur zum Erlernen des Trommelspiels sowie Erläuterungen zur Pfeife. Anschließend werden folgende Tänze erklärt:
- Basse danse – S. 26
- Pavane. Als Beispiel ist das französische Lied Belle qui tiens ma vie in vierstimmigem Chorsatz angeführt – S. 30
- Tourdion – S. 51
- Galliarde – S. 52
- Volte – S. 63
- Courante – S. 65
- Allemande – S. 67

Der Mittelteil enthält zahlreiche Ausführungen zu Branles, mit denen üblicherweise in guter Gesellschaft eine Reihe von Tänzen eingeleitet wird. Es werden verschiedene Varianten von Branles unterschieden: branle double, branle simple, branle de Bourgogne, branle de Poitou, branle d'Écosse, branle de Malte usw. (S. 68–92)
Die Musik eines weiteren Branle, Branle de l'Official, wurde in den 1920er Jahren für das englische Weihnachtslied Ding! Dong! Merrily on High verwendet.
Der Schlussteil behandelt einige Gesellschafts- und Schautänze: 
- Gavotte – S. 93
- Moriskentanz – S. 94
- Canarie – S. 95
- Pavane aus Spanien S. 96
- Bouffons  – S. 97. Dies ist ein theatralischer Schwerttanz für vier Tänzer oder Tänzerinnen, die auf der Bühne als Soldaten bzw. Amazonen mit Schwertern und Schildern auftreten. Die Herkunft des Tanzes wird im Text auf den König Numa zurückgeführt.

## Bedeutung
Orchésographie ist die wichtigste Informationsquelle über den Tanz in der Renaissance. Vor allem aber ist es das erste Lehrbuch mit einer präzise angegebenen Tanznotation. Zudem ist es die weltweit erste Methode zur Erlernung der Trommel. Die genauen Angaben zu den jeweiligen Tanzschritten (Tempi, Agogik, Ausdruck, Atmosphäre, Interpretation, Schwierigkeitsgrad usw.) sind eine wesentliche Voraussetzung zur Beachtung der historischen Aufführungspraxis.